# Zare
Zare (kinesiska: 杂热, 杂热乡) är en socken i Kina. Den ligger i den autonoma regionen Tibet, i den sydvästra delen av landet, omkring 150 kilometer söder om regionhuvudstaden Lhasa.
Genomsnittlig årsnederbörd är 907 millimeter. Den regnigaste månaden är juli, med i genomsnitt 190 mm nederbörd, och den torraste är december, med 6 mm nederbörd.